# Amanda Lang
Pour les articles homonymes, voir Lang.
Amanda Lang, née le 31 octobre 1970, est une journaliste canadienne spécialisée dans l'actualité économique et celle des entreprises. 
Elle est actuellement présentatrice de Bloomberg North sur la chaîne télévisée Bloomberg TV Canada.
Elle a travaillé pour CBC News (le département information de la chaîne de télévision publique canadienne CBC), elle a été journaliste pour la chaîne de télévision Business News Network, sur laquelle elle présentait les émissions SqueezePlay et The Commodities Report.
Elle a également été correspondante et présentatrice pour la chaîne américaine CNN à New York. Elle présentait quotidiennement, dans l'émission American Morning, l'actualité boursière en direct du New York Stock Exchange, et animé des émissions sur le réseau CNNfn, spécialisé dans l'information financière.
Elle est la fille d'Otto Lang, ancien député du Parti libéral du Canada et ancien ministre du Canada dans les années 1960 et 1970.
Elle a co-présenté l'émission The Lang and O'Leary Exchange (en) avec l'homme d'affaires canadien Kevin O'Leary (avec lequel elle avait co-présenté l'émission SqueezePlay sur BNN), puis The Exchange With Amanda Lang lorsque celui-ci a quitté l'émission.

## Publications
- 2012 : The Power of Why
- 2017 : The Beauty of Discomfort: How What We Avoid Is What We Need